# Copidognathus leiodermus
Copidognathus leiodermus is een mijtensoort uit de familie van de Halacaridae. De wetenschappelijke naam van de soort is voor het eerst geldig gepubliceerd in 2004 door Bartsch.